# Magali Caicedo
Magaly Caicedo Sánchez (Medellín, Antioquia, 25 de octubre de 1972) es una actriz colombiana.

## Biografía
Nació en Medellín, Colombia. Inició su carrera en 1995, en la serie Sueños y espejos. Dos años más tarde actuó en Señora bonita y Edipo alcalde.
En 1997 actuó en Nostromo, y al año siguiente en Hilos invisibles. Ese mismo año participó en la película Golpe de estadio. Posteriormente actuó en Ángeles, versión en español de Los ángeles de Charlie, donde interpretó a Gina Navarro.
En 2002 actuó en el episodio Losing Face de la serie estadounidense CSI: Miami, interpretando a Moira Burgess.
Después de años de ausencia regresó a la televisión en 2008 con la telenovela Azúcar morena, donde interpretó a Magli. Posteriormente actuó en El Joe, la leyenda como Ángela.

## Filmografía
| Año  | Producción             | Personaje                          |
| ---- | ---------------------- | ---------------------------------- |
| 2011 | El Joe, la leyenda     | Ángela                             |
| 2008 | Azúcar morena          | Magli/Maggie                       |
| 2002 | CSI: Miami             | Moyra Burgess                      |
| 1999 | Los ángeles de Charlie | Gina Navarro                       |
| 1998 | Golpe de estadio       | Enfermera                          |
| 1998 | Hilos invisibles       | Fátima                             |
| 1997 | Nostromo               |                                    |
|      | La elegida             | Flor Maria de los Ángeles Palomino |
| 1996 | Edipo alcalde          |                                    |
| 1996 | Señora Bonita          |                                    |
| 1994 | Sueños y espejos       | Sandra                             |
| 1993 | La potra Zaina         | Engracia de Dios                   |